# 御由緒六家
御由緒六家（ごゆいしょろっけ）は、戦国大名の後北条氏に仕えた大道寺氏、多目氏、荒木氏、山中氏、荒川氏、在竹氏ら6名の重臣のこと。

## 概要
6巻本『北条記』によると、若き日の伊勢新九郎入道宗瑞（北条早雲）は、伊勢国の大道寺・多米・荒木・山中・荒川・在竹の6人と親しく交友していた。あるとき7人で関東へ修行に下ることになり、神水を酌み交わして「この中の誰か1人が大名になったら、他の者は家臣となってその人を盛り立て、国をたくさん治めよう」と誓い合い、それぞれ関東へ下った。早雲は今川氏親から駿河国富士郡下方庄を賜った後、6人の兵を招いて伊豆国へ討ち入り、6人は早雲の家老となって伊豆国を治めた。
『小田原旧記』には、6氏に松田氏を加えて「早雲寺殿七手御家老衆之家」ないし御由緒家と呼んでいる。
また各氏の人名は『所領役帳』や『小田原旧記』にも見え、天文期までに後北条氏家臣団の要職に就いていたとみられる人物も確認されている。
三浦浄心『北条五代記』には、大道寺太郎・多米権兵衛・荒木兵庫頭・山中才四郎・荒川又次郎・在竹兵衛尉と人名を補っている。
歴史学者黒田基樹はこれらの者たちは伊勢氏の出身である早雲の京都時代からの家臣であり早雲の駿河下向に従ってきたものとみていいであろうとしている。ただし、通称については大道寺以外は当時の資料と合致しないため後世における創作とみるのが妥当であろうとしている。

## 御由緒家一覧
- 大道寺氏：大道寺重時（法号：発専）、子孫に大道寺盛昌(氏康三家老)、大道寺政繁など[5]。『寛政重修諸家譜』に家譜を載せており、もとは（伊勢国ではなく）山城国田原の奥の大導寺に住んでいた、とされている[5]。
- 多米氏：三河国八名郡多米から出た[6]。武蔵国橘樹郡青木（横浜市神奈川区）の豊顕寺はその菩提寺[6]。多米新左衛門（『役帳』武州青木その他148貫）[6]。子孫に多米元忠(北条五色備)
- 荒木氏：荒木彦次郎（『旧記』相州大山城主）[7]
- 山中氏：山中主膳正（『旧記』武州青木城代）、山中内匠助・孫七郎（『役帳』相州海老名268貫・253貫）[8]
- 荒川氏：荒川豊前守（『旧記』駿州泉頭城代）[9]。某（『役帳』三浦郡等111貫）
- 在竹氏（有竹氏）：在竹又太郎（『旧記』）[10]